# 草蒿脑
草蒿脑（也称为对烯丙基苯甲醚，或甲基佳味酚）是一种有机化合物，化学式C10H12O，是茴香脑的同分异构体，带有甲氧基和烯丙基基团。